# Plecotus macrobullaris
El murciélago orejudo alpino (Plecotus macrobullaris) es un murciélago de la familia Vespertilionidae. Tiene orejas muy particulares, de un gran tamaño y con un pliegue característico. Es muy parecido al orejudo dorado.

## Descripción
Este murciélago fue descrito inicialmente como una subespecie de P. auritus, en Osetia del Norte (Rusia). En 1965 se consideró en Austria y en Suiza que podría tratarse de una especie intermedia entre P. auritus y P. austriacus. 
La condición de especie de P. macrobullaris'  fue reconocida, por primera vez, para las poblaciones de los Alpes. 
De tamaño y comportamiento parecido al de P. auritus, al ser una especie reconocida recientemente (2003), es poco conocida. Sin embargo, parece ser en general poco frecuente y con una distribución fragmentada. Las colonias se componen de pocos individuos, menos de 50. Los análisis moleculares han confirmado que las poblaciones de las diferentes cadenas montañosas están aisladas genéticamente.

## Distribución
En los Pirineos, Francia, Andorra y España, en los Alpes desde Francia hasta Eslovenia, en los Alpes Dináricos, Grecia, Creta, a través de Anatolia, el Cáucaso hasta el sur de Irán y sureste de Siria.

## Hábitat
Se conoce de una amplia gama de hábitats. En Croacia se encuentra en todas las zonas desde el nivel del mar hasta cimas de las montañas, por encima de la línea de árboles. Ocupa bosques de roble mediterráneo, así como de hayas y bosques de pino. El registro más alto es de 2800 m en los Pirineos. En los lugares de descanso de los Alpes Orientales se localizan en los desvanes de las iglesias, los refugios de invierno no son conocidos (Spitzenberger 2002), el registro más alto aquí es 1.720 m (Spitzenberger 2006). En los Alpes occidentales ha sido observado hasta 2800 metros y, a menudo descansando en las iglesias (S. com. pers Aulagnier. 2007).

## Dieta
Su dieta esta casi exclusivamente compuesta por lepidópteros nocturnos, entre las cuales destacan las especies de la familia Noctuidae. Caza en entornos abiertos como  prados y pastizales, incluyendo prados alpinos.